# Trefärgad munia
Trefärgad munia (Lonchura malacca) är en liten fågel som tillhör familjen astrilder. Den har en naturlig utbredning i södra Asien, huvudsakligen på Indiska subkontinenten, men har införts av människan i ett antal länder världen runt.

## Utbredning och systematik
Trefärgad munia förekommer i låglandet i södra Indien, mellan floden Tapi och staden Raipur, och även på Sri Lanka. Den behandlas som monotypisk, det vill säga att den inte delas in i några underarter.

### Som införd art
Förrymda burfåglar har etablerat populationer runt om i världen: i Costa Rica, Dominikanska Republiken, Haiti, Japan, Portugal, Venezuela och Puerto Rico. Den har också häckat i Spanien.

### Artstatus och släktskap
Nyligen delades artkomplexet L. malacca upp i de tre arterna trefärgad munia (Lonchura malacca), valnötsmunia (Lonchura ferruginosa) och svarthuvad munia (Lonchura atricapilla). Det två första taxonen malacca och ferruginosa lever mycket nära varandra med en utbredningslucka på bara 250 km i Madhya Pradesh och Orissa och uppvisar ingen överlappning i utbredningsområde. Mellan atricapilla och malacca finns det tydliga dräktskillnader och även skillnader i gomteckningen hos de nykläckta ungarna.

## Utseende och levnadssätt
Trefärgad munia är en liten tätting med en kroppslängd på endast 11,5 centimeter. Den har svart huvud, hals och övre delen av bröstet, rödbrun ovansida och svart på buk och undre stjärttäckare. Nedre delen av bröstet samt flankerna är vita. Närbesläktade svarthuvad munia är kastanjefärgad där trefärgad munia är vit.
Arten påträffas i jordbruksområden, våtmarker och högvuxen gräsmark.

## Status och hot
Arten har ett stort utbredningsområde och en stor population med stabil utveckling och tros inte vara utsatt för något substantiellt hot. Utifrån dessa kriterier kategoriserar internationella naturvårdsunionen IUCN arten som livskraftig (LC). Världspopulationen har inte uppskattats men den beskrivs som lokalt vanlig.